# Coria del Río (kommunhuvudort)
Coria del Río är en kommunhuvudort i Spanien.   Den ligger i provinsen Provincia de Sevilla och regionen Andalusien, i den sydvästra delen av landet, 400 km sydväst om huvudstaden Madrid. Coria del Río ligger 13 meter över havet och antalet invånare är 28 100.
Terrängen runt Coria del Río är platt. Runt Coria del Río är det ganska tätbefolkat, med 192 invånare per kvadratkilometer. Närmaste större samhälle är Sevilla, 12,8 km nordost om Coria del Río. Trakten runt Coria del Río består till största delen av jordbruksmark.